# Else Marie Pade
Pour les articles homonymes, voir Pade.
Else Marie Pade, née Else Marie Jensen le 2 décembre 1924 à Aarhus et morte le 18 janvier 2016 à Gentofte, est une compositrice danoise.

## Biographie
Née en 1924 à Aarhus, Else Marie Pade souffre dans sa petite enfance d'une infection rénale récurrente, diagnostiquée à sa naissance. Elle passe de nombreux mois alitée, à écouter notamment sa mère qui chante et joue du piano. Sa santé s'améliore ensuite. À l'adolescence, elle emprunte un tourne-disque portable et découvre le jazz de la Nouvelle-Orléans. Elle se passionne pour ce genre musical et monte son propre groupe de jazz, le Blue Star Band, qui se produit lors d'événements scolaires et dans des associations de jeunes.
Elle étudie le piano à l'école de musique d'Aarhus puis à l'Académie royale danoise de musique à Copenhague,.  
En avril 1940, pendant la Seconde Guerre mondiale, les troupes allemandes envahissent le Danemark. Elle rejoint le Dansk Samling puis devient active dans la résistance. C’est par le biais d'une professeure de piano, Karin Brieg, qu’elle entre dans la résistance danoise. Elle commence en distribuant des journaux illégaux à partir du 20 août 1943, et en 1944, elle reçoit un entrainement à l’utilisation d’armes et d’explosifs. Elle rejoint ensuite un groupe exclusivement féminin. Le 13 septembre 1944, elle est arrêtée par la Gestapo (ainsi que Karen Brieg), et est internée dans le camp de Frøslev (en) de 1944 à la fin de la guerre,.
Libérée, elle étudie la composition d'abord avec Vagn Holmboe, puis avec Jan Maegaard, qui l'initie au dodécaphonisme,. Pendant son séjour à Frøslev, elle a rencontré  Henning Pade. Elle l'épouse en 1946. Ils ont eu deux fils, l'un en 1947 et l'autre en 1950. 
En 1952, elle entend un programme radiophonique du Danemark sur la musique concrète. Ceci lui évoque les sons écoutés ou imaginés durant son enfance alitée. Grâce à de la famille en France, elle prend contact avec la radio française, RTF, et Pierre Schaeffer, le pionnier de la musique concrète. En 1954, elle devient la première compositrice danoise de musique électronique et de musique concrète. 
Elle rencontre et travaille aussi avec Karlheinz Stockhausen et Pierre Boulez,. Elle collabore également avec la radio danoise,. Le 8 août 1955, sa première composition, En Dag Pa Dyrehavsbakken (Une journée à Dyrehavsbakken) est diffusée par la radio-télévision danoise,.
En 1958, la visite de l'Exposition universelle de 1958 à Bruxelles et du Planétarium lui inspire une autre œuvre assez connue Syv Cirkler, (Sept cercles). Cette composition est  basée sur le multi-sérialisme mis en exergue par Stockhausen. Elle se rend à Darmstadt, et suit les cours de Karlheinz Stockhausen, György Ligeti et Pierre Boulez, en 1962, 1964, 1968 et 1972. Le compositeur allemand Stockhausen utilise souvent une de ses œuvres, son Glassperlespill (Jeu de perles artificielles), comme exemple lorsqu’il donne une conférence sur la musique électronique,.   
La chorégraphe Nini Theilade était une de ses amies et elles ont réalisé dans les années 1960, un ballet télévisé, Græsstrået, basé sur des poèmes d’El Forman, avec les chorégraphies de Theilade. Pour autant,  elle connaît un certain isolement artistique, du fait du genre musical dans lequel ses compositions s'inscrivent. Cet isolement s'accentue dans les années 1970. La technologie numérique émergante ne l'attire pas de la même manière que les équipements qu'elle a utilisés dans les années 1950 et 1960. Un journal musical danois lui  consacre cependant un article en 2001, suivi d'un reportage radiophonique. Ceci la conduit à publier à nouveau des CD. Des remixes de Syv Cirkler sont créés, et l'un d'eux est diffusé sur MTV. L'attrait pour la musique électronique au XXIe siècle donne à son travail musical un caractère précurseur pour une nouvelle génération de musiciens scandinaves. Elle est comparable à Daphne Oram ou Delia Derbyshire au Royaume-Uni. Une représentation de 2012 au Wunderground Festival se termine par une ovation.
Else Marie Pade meurt le 18 janvier 2016 à Gentofte, au Danemark, âgée de 91 ans,.

## Œuvres (sélection)
- 1955 : En dag på Dyrehavsbakken (une journée à Bakken)
- 1957-1958 : Den lille havfrue (nl) (la petite sirène)
- 1958-1959 : Symphonie magnétophonique (nl)
- 1958-1959 : Syv cirkler (sept cercles)
- 1964 : Græsstrået (brin d'herbe)
- 1968-1971 : Aquarellen über das Meer I-XXI (nl) (aquarelles sur la mer I-XXI)
- 1970 : Se det i øjnene (nl) (fais face)
- 1995 : 4 illustrationer (nl) (4 illustrations)

### Crédits de traduction
- (en) Cet article est partiellement ou en totalité issu de l’article de Wikipédia en anglais intitulé « Else Marie Pade » (voir la liste des auteurs).